# Arranzar Amatúnio
Arranzar Amatúnio (em armênio: Առանձար; romaniz.: Aṙanjar) foi um nobre armênio (nacarar) do século V, membro da família Amatúnio, ativo durante o reinado do xainxá Isdigerdes II (r. 438–457).

## Nome
O nome Arranzar (Առանձար, Aṙanjar) possui origem desconhecida.

## Contexto

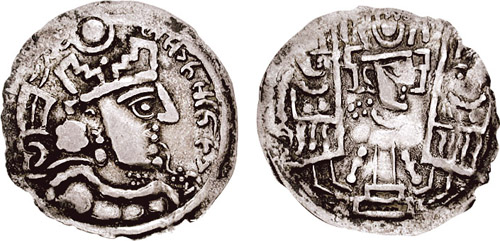
Dracma de r.

Em 428, os nacarares da Armênia peticionaram ao xainxá Vararanes V (r. 420–438) para que destronasse o rei Artaxias IV (r. 422–428) e abolisse a dinastia arsácida. Para governar o país, Vemir-Sapor foi nomeado como marzobã e Vaanes II foi designado à tenência real. Vemir-Sapor morreu em 442, após uma administração considerada justa e liberal, na qual conseguiu manter a ordem sem ferir o sentimento nacional de frente. Vasaces I substituiu-o como marzobã. Vararanes permitiu a manutenção do cristianismo, enquanto procurava acabar com a influência do Império Bizantino sobre a Igreja da Armênia ao anexá-la à Igreja do Oriente. Contudo, seu filho e sucessor, Isdigerdes II (r. 438–457), era um pietista masdeísta e se comprometeu a impor o masdeísmo na Armênia, exigindo que a nobreza apostatasse e fundando templos de fogo sobre igrejas.

## Vida

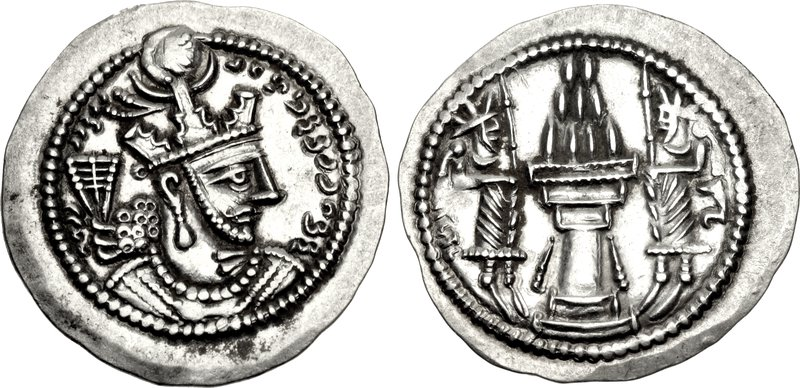
Dracma de r.

A parentela de Arranzar é desconhecida, exceto que pertencia à família Amatúnio. Segundo Eliseu, o Armênio e Lázaro de Farpe, foi um dos nobres que lutaram na revolta de Vardanes II Mamicônio (450–451) contra Isdigerdes II e suas políticas religiosas. Ao ser mencionado por Eliseu, afirma-se que pouco antes da Batalha de Avarair de 26 de maio de 451, recebeu sob seu comando dois mil cavaleiros e foi enviado para atacar e dispersar a retaguarda do exército iraniano, que foi massacrada e os sobreviventes fugiram para seu acampamento. Num relato ligeiramente diferente, Lázaro afirmou que Arranzar recebeu 300 cavaleiros para espionar os invasores, e embora estivesse receoso a respeito da missão, aproximou-se dos iranianos, atacando sua retaguarda e obrigando os sobreviventes a fugirem para seu acampamento. Após a derrota armênia em Avarair, esteve entre os nobres que aceitaram ir a Ctesifonte se submetem a Isdigerdes. Os nobres que foram ao Oriente permaneceram em cativeiro na Hircânia até 455, quando receberam permissão para retornar.

## Avaliação
Eliseu afirmou que Arranzar era um nobre menor de sua casa, mas um homem cheio de sabedoria e valor.